# Bisbat de Jesi
El bisbat de Jesi (italià: diocesi di Jesi; llatí: Dioecesis Aesina) és una seu de l'Església catòlica, sufragània de l'arquebisbat d'Ancona-Osimo, que pertany a la regió eclesiàstica Marques. El 2006 tenia 73.650 batejats d'un total de 76.000 habitants. Actualment està regida pel bisbe Gerardo Rocconi.

## Territori

Mapa de la diòcesi

La diòcesi comprèn 13 municipis de la província d'Ancona: Castelbellino, Castelplanio, Cupramontana, Jesi, Maiolati Spontini, Monsano, Monte Roberto, Montecarotto, Poggio San Marcello, Rosora, San Marcello, San Paolo di Jesi, Santa Maria Nuova.
Limita al nord amb el bisbat de Senigallia, al sud-est amb el d'Ancona i al sud-oest amb el de Camerino.
La seu episcopal es troba a la ciutat de Jesi, on s'alça la basílica catedral de Sant Settimino.
El territori està dividit en 41 parròquies.

## Història
La tradició atribueix la fundació de l'església de Jesi a sant Settimini, que hauria estat consagrat bisbe pel Papa Marcel I i hauria estat enviat a predicar l'evangeli en aquesta ciutat, on hauria patit martiri el 5 de setembre de 307. El primer bisbe històricament documentat és Onesto, present a un sínode romà al 680; no obstant això, la presència cristiana a la zona és anterior, com testimonien les restes arqueològiques datades dels segles vi i vii.
Hi ha poca informació sobre la diòcesi durant el primer mil·lenni cristià, ni tampoc sobre els noms dels bisbes locals. No obstant això, la presència cristiana és testificada pels jaciments arqueològics i artístics i la presència de les abadies benedictines.
L'actual catedral va ser construïda durant l'època suava, època de creixement per a l'economia Jesi, i va ser consagrada en 1208 pels bisbes d'Ancona, Osimo, Numana i Fano. L'edifici va ser acabat per Giorgio da Como el 1238. La nova catedral va ser construïda durant el segle xviii.
Va estar immediatament subjecta a la Santa Seu fins al 15 d'agost de 1972, quan l'arquebisbe d'Ancona va ser elevat a la dignitat metropolitana i la seu de Jesi esdevingué la seva sufragània.

## Cronologia episcopal
- San Settimio † (? - 5 de setembre de 307 mort)
- Marciano † (inicis de 501 – finals de 502)[2]
- Calunnioso † (citat el 647)
- Onesto † (citat el 680)
- Pietro † (citat el 743)
- Giovanni † (citat all'826)
- Anastasio † (citat all'853)
- Eberardo † (citat el 967)
- Marziano † (citat el 1027)
- N.N. † (citat el 1146)
- Rinaldo † (citat el 1164)
- Grimaldo † (citat el 1197)
- Crescenzio † (citat el 1207)
- Filippo † (? - 23 d'agost de 1229 nomenat bisbe de Fermo)
- Severino † (1229 - 1245 mort)
- Gualtiero, O.F.M. † (1246 - ?)
- Crescenzio Tebaldi, O.F.M. † (29 d'abril de 1252 - ? mort)
- Bonagiunta, O.F.M. † (15 d'octubre de 1263 - ?)
- Uguccione † (12 de desembre de 1267 - ?)
- Giovanni d'Uguccione † (inicis de 1289 - 24 de març de 1295 nomenat bisbe d'Osimo)
- Leonardo Patrasso † (24 de març de 1295 - 17 de juny de 1297 nomenat bisbe d'Aversa)
- Francesco degli Alfani † (26 de febrer de 1313 - de juliol de 1342 mort)
- Francesco Brancaleoni † (18 de juliol de 1342 - 2 de maig de 1350 nomenat bisbe d'Urbino)
- Niccolò da Pisa, O.E.S.A. † (3 de maig de 1350 - ? mort)
- Giovanni Zeminiani, O.P. † (26 de març de 1371 - ? mort)
- Bernardo de Baysiaco, O.E.S.A. † (3 d'octubre de 1373 - ?)
- Pietro Borghesi † (attestato nel 1380 circa)
- Bernardo † (? - 1391 mort)[3]
- Tommaso Pierleoni † (12 de juliol de 1391 - circa 1399 dimití)
- Luigi Francesco degli Alfani, O.S.B.Vall. † (2 de juny de 1400 - 1405 mort)
- Giacomo Bonriposi † (7 d'octubre de 1405 - 31 de gener de 1418 nomenat bisbe de Narni)
- Biondo Conchi † (31 de gener de 1418 - ?)
- Lazzaro † (? - 1425 mort)
- Innocenzo † (30 de maig de 1425 - ? mort)
- Tommaso Ghisleri † (5 d'octubre de 1463 - 6 de juny de 1505 mort)
- Angelo Ripanti † (1505 - 1513 mort)
- Pietro Paolo Venanzi † (2 de setembre de 1513 - 12 de desembre de 1519 mort)
- Antonio Venanzi † (dopo il 12 de desembre de 1519 - 1540 mort)
- Benedetto Conversini † (30 de juliol de 1540 - 1553 mort)
- Pietro del Monte † (3 de juliol de 1553 - 1554 dimití)
- Gabriele del Monte † (19 de novembre de 1554 - 25 de febrer de 1597 mort)
- Camillo Borghese † (14 d'abril de 1597 - 2 d'agost de 1599 dimití)
- Marco Agrippa Dandini † (2 d'agost de 1599 - 20 d'octubre de 1603 mort)
- Pirro Imperoli (Imperiali) † (28 de gener de 1604 - 1609 mort)
- Marcello Pignatelli, C.R. † (13 de novembre de 1617 - 1621 mort)
- Tiberio Cenci † (24 de novembre de 1621 - 26 de febrer de 1653 mort)
- Giacomo Corradi † (21 d'abril de 1653 - 24 d'abril de 1656 dimití)
- Alderano Cybo-Malaspina † (24 d'abril de 1656 - 10 de desembre de 1671 dimití)
- Lorenzo Cybo † (14 de desembre de 1671 - 17 d'agost de 1680 mort)
- Pier Matteo Petrucci, C.O. † (14 d'abril de 1681 - 21 de gener de 1696 dimití)
- Alessandro Fedeli † (20 de febrer de 1696 - 7 d'abril de 1715 mort)
- Francescantonio Giattini † (7 de desembre de 1716 - 27 de setembre de 1724 dimití)
- Antonio Fonseca † (20 de desembre de 1724 - 9 de desembre de 1763 mort)
- Ubaldo Baldassini, B. † (9 d'abril de 1764 - 2 de febrer de 1786 mort)
  - Sede vacante (1786-1794)
- Giovanni Battista Bussi de Pretis † (21 de febrer de 1794 - 27 de juny de 1800 mort)
- Giovanni Battista Caprara Montecuccoli † (11 d'agost de 1800 - 24 de maig de 1802 nomenat arquebisbe de Milà)
  - Sede vacante (1802-1804)
- Antonio Maria Odescalchi † (28 de maig de 1804 - 23 de juliol de 1812 mort)
  - Sede vacante (1812-1817)
- Francesco Cesarei Leoni † (28 de juliol de 1817 - 25 de juliol de 1830 mort)
  - Sede vacante (1830-1832)
- Francesco Tiberi Contigliano † (2 de juliol de 1832 - 18 de maig de 1836 dimití)
- Pietro Ostini † (11 de juliol de 1836 - 19 de desembre de 1841 dimití)
- Silvestro Belli † (24 de gener de 1842 - 9 de setembre de 1844 mort)
- Cosimo Corsi † (20 de gener de 1845 - 19 de desembre de 1853 nomenat arquebisbe de Pisa)
- Carlo Luigi Morichini † (23 de juny de 1854 - 24 de novembre de 1871 nomenat arquebisbe de Bolonya)
- Rambaldo Magagnini † (6 de maig de 1872 - 23 de desembre de 1892 mort)
- Aurelio Zonghi † (12 de juny de 1893 - 9 de gener de 1902 dimití)
- Giovanni Battista Ricci † (9 de juny de 1902 - 15 de juliol de 1906 nomenat arquebisbe d'Ancona e Numana)
- Giuseppe Gandolfi † (26 de setembre de 1906 - 14 de setembre de 1927 mort)
- Goffredo Zaccherini † (15 de juny de 1928 - 11 de maig de 1934 dimití)
- Carlo Falcinelli † (6 de setembre de 1934 - 6 de novembre de 1952 dimití)
- Giovanni Battista Pardini † (7 de gener de 1953 - 30 d'abril de 1975 dimití)
  - Sede vacante (1975-1978)[4]
- Oscar Serfilippi, O.F.M.Conv. † (1 de març de 1978 - 20 de març de 2006 jubilat)
- Gerardo Rocconi, des del 20 de març de 2006

## Estadístiques
A finals del 2006, la diòcesi tenia 73.650 batejats sobre una població de 76.000 persones, equivalent al 96,9% del total.
| any  | població | població | població | sacerdots | sacerdots       | sacerdots       | sacerdots             | diaques | religiosos | religiosos | parroquies |
| ---- | -------- | -------- | -------- | --------- | --------------- | --------------- | --------------------- | ------- | ---------- | ---------- | ---------- |
| any  | batejats | total    | %        | total     | clergat secular | clergat regular | batejats por sacerdot | diaques | homes      | dones      |            |
| 1950 | 73.000   | 74.000   | 98,6     | 102       | 68              | 34              | 715                   |         | 42         | 101        | 27         |
| 1970 | ?        | 73.000   | ?        | 89        | 60              | 29              | ?                     |         | 41         | 106        | 38         |
| 1980 | 75.000   | 75.560   | 99,3     | 85        | 57              | 28              | 882                   |         | 35         | 139        | 40         |
| 1990 | 75.000   | 76.000   | 98,7     | 82        | 53              | 29              | 914                   |         | 33         | 98         | 41         |
| 1999 | 75.438   | 76.000   | 99,3     | 63        | 40              | 23              | 1.197                 | 7       | 48         | 79         | 41         |
| 2000 | 75.476   | 76.000   | 99,3     | 61        | 39              | 22              | 1.237                 | 7       | 38         | 70         | 38         |
| 2001 | 74.993   | 76.000   | 98,7     | 62        | 40              | 22              | 1.209                 | 7       | 30         | 62         | 41         |
| 2002 | 75.200   | 76.000   | 98,9     | 59        | 39              | 20              | 1.274                 | 7       | 28         | 65         | 41         |
| 2003 | 75.100   | 76.000   | 98,8     | 60        | 40              | 20              | 1.251                 | 6       | 26         | 64         | 41         |
| 2004 | 74.240   | 76.000   | 97,7     | 57        | 38              | 19              | 1.302                 | 8       | 30         | 45         | 41         |
| 2006 | 73.650   | 76.000   | 96,9     | 57        | 38              | 19              | 1.292                 | 8       | 32         | 39         | 41         |